# Wilhelm Wolff
Wilhelm Friedrich Wolff, apodado Lupus (Tarnau, Baja Silesia, Prusia, 21 de junio de 1809 - Mánchester, Reino Unido, 9 de mayo de 1864) fue un maestro y militante comunista alemán.

## Biografía
Wilhelm Wolff nació en el seno de una familia campesina. Durante su estancia en la Universidad de Breslau fue miembro de una organización juvenil radical, por lo que fue perseguido por las autoridades prusianas. En 1846, durante su exilio en Bruselas, conoció a Karl Marx y Friedrich Engels, con quienes entabló amistad y colaboró activamente. En Bruselas, participó en el Comité de Correspondencia Comunista y fue miembro de la Liga de los Justos. Además, en 1848 participó en la fundación de la Liga de los Comunistas. Colaboró también en la redacción del periódico de Marx, la Nueva Gaceta Renana, entre 1848 y 1849. Durante la Revolución alemana, fue miembro del Parlamento de Fráncfort. Tras el fracaso de la revolución, emigró a Suiza e Inglaterra, donde murió en 1864. Karl Marx dedicó el primer volumen de su obra principal El capital a su «inolvidable amigo, valiente, fiel, noble paladín del proletariado, Wilhelm Wolff».

## Obras
- La miseria y la agitación en Silesia (1845)